# ميرتون هانكس
ميرتون هانكس (بالإنجليزية: Merton Hanks)‏ هو لاعب كرة قدم أمريكية أمريكي، ولد في 12 مارس 1968 في دالاس في الولايات المتحدة.

## وصلات خارجية
- ميرتون هانكس على موقع مرجع كرة القدم المحترفة.كوم (الإنجليزية)